# 32ns Premis del Cinema Europeu
Els 32ns Premis del Cinema Europeu, presentats per l'Acadèmia del Cinema Europeu, van reconèixer l'excel·lència del cinema europeu. La cerimònia va tenir lloc el 7 de desembre de 2019 al Berliner Festspiele de Berlín. Els presentadors de la gala van ser l'alemanya Anna Brüggemann i l'actriu lituana Aistė Diržiūtė.

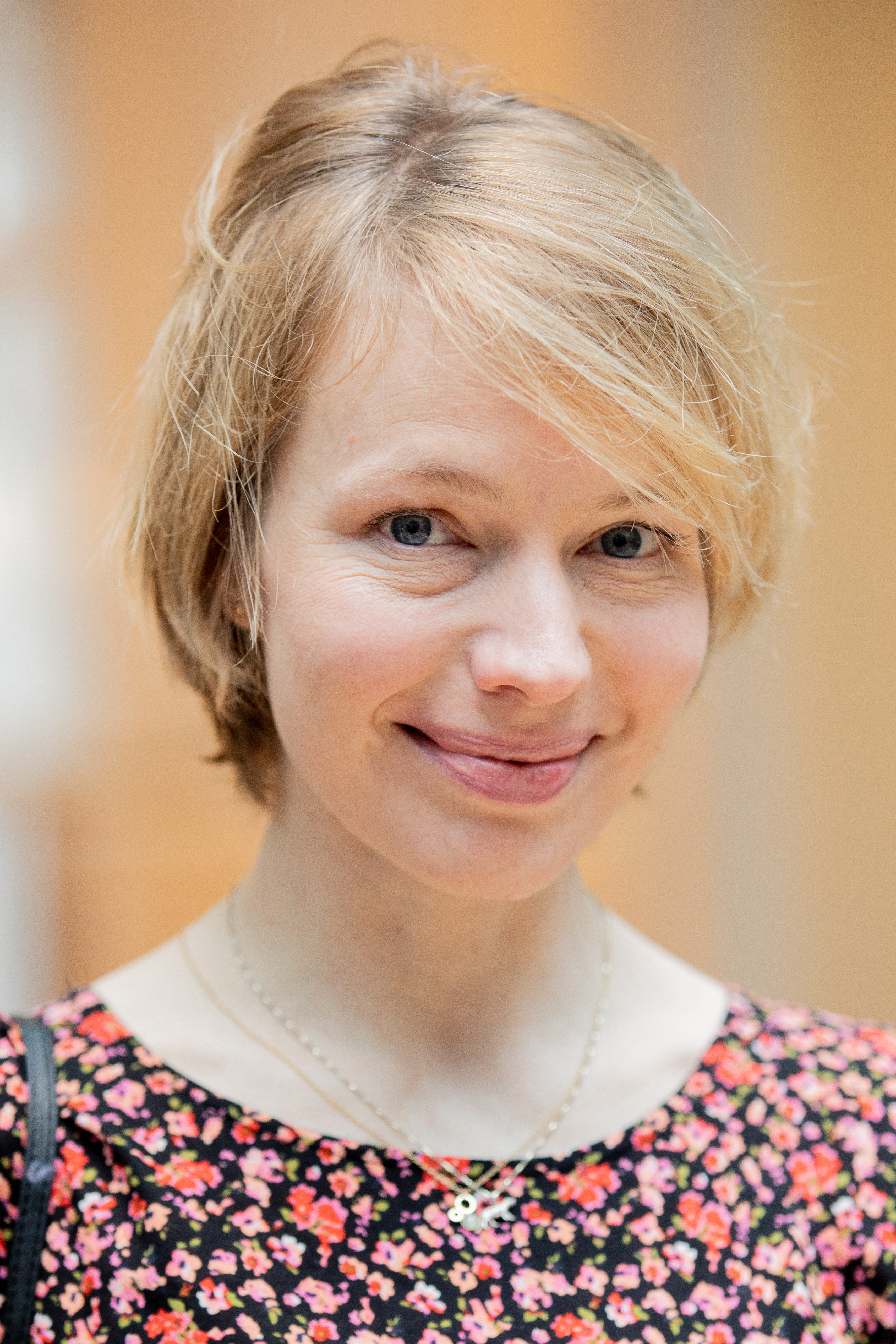
Anna Brüggemann

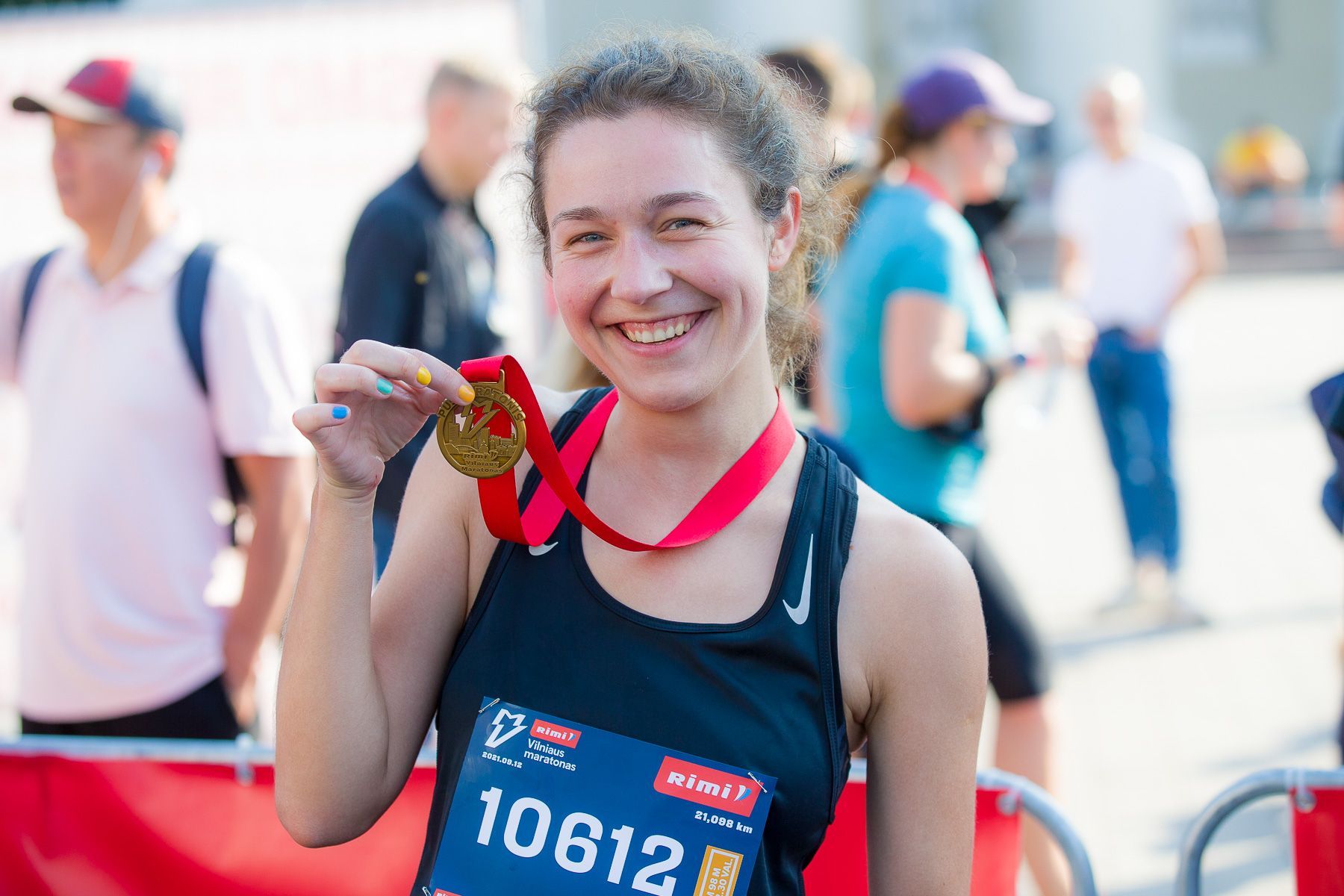
Aistė Diržiūtė

El 26 de setembre de 2019, l'Acadèmia del Cinema Europeu va publicar la llista de selecció, per la qual els vint països amb més membres de l'acadèmia podien votar directament una pel·lícula cadascun, la resta les va decidir el comitè de selecció de l'EFA, que incloïa la junta directiva de l'acadèmia, així com sis experts convidats. La llista incloïa 48 llargmetratges de 31 països europeus.
La llista de nominats per al premi es va donar a conèixer el 9 de novembre de 2019 al Festival de Cinema Europeu de Sevilla.
Amb motiu de la cerimònia de lliurament dels Premis de 2019, l'Acadèmia del Cinema Europeu va crear una nova categoria de premis anomenada Assoliment Europeu en Sèries de Ficció. Els primers guanyadors foren els creadors de la sèrie de televisió alemanya Babylon Berlin, ja en la seva 3a temporada. Segons Agnieszka Holland, presidenta de l'EFA, "per a les generacions més joves, les sèries són un format molt més popular que les pel·lícules de cinema, i si volem mantenir l'autoritat per al nostre públic, l'EFA ho ha de tenir en compte". En conseqüència, el 2019 es van atorgar premis en 24 categories:
- 10 en la categoria artística elegits pels vots dels socis;
- en 8 categories tècniques a decidir pel jurat
- en 4 categories de premis especials;
- 2 categories de premis del públic.

El gran guanyador de l'edicií va ser la comèdia dramàtica The Favorite de Iorgos Lànthimos que va guanyar un total de vuit premis: millor pel·lícula europea, millor comèdia, millor director, millor actriu (Olivia Colman), millor muntatge, millor vestuari, millor fotografia i millor maquillatge. El premi al millor actor va ser per a Antonio Banderas (Dolor y gloria), i el millor guió va ser per a Céline Sciamma (Retrat d'una dona en flames). El polonès Paweł Pawlikowski va rebre el premi del premi del públic per Guerra Freda, guanyadora en l'edició de 2018. El premi a la trajectòria de l'Acadèmia del Cinema Europeu va ser atorgat a Werner Herzog. Juliette Binoche va ser guardonada a la millor contribució europea al cinema mundial.

## Pel·lícules seleccionades
1. Îmi este indiferent dacă în istorie vom intra ca barbari - director: Radu Jude (////)
2. Kız Kardeşler - director: Emin Alper (///)
3. La noche de 12 años - director: Álvaro Brechner (////)
4. Hvítur, Hvítur Dagur - director: Hlynur Pálmason (//)
5. L'oficial i l'espia - director: Roman Polanski ()
6. Alles ist gut - director: Eva Trobisch ()
7. Da chven vitsek'vet - director: Levan Akin (//)
8. Rossz versek - director: Gábor Reisz (/)
9. Dilda - director: Kantemir Balagov ()
10. Grâce à Dieu - director: François Ozon (/)
11. Love Trilogy: Chained - director: Yaron Shani (/)
12. Kler - director: Wojciech Smarzowski ()
13. Dafne - director: Federico Bondi ()
14. Dirty God - director: Sacha Polak (///)
15. The Favourite - director: Iorgos Lànthimos (//)
16. O que arde - director: Óliver Laxe (//)
17. Déu és dona i es diu Petrunya - director: Teona Strugar Mitevska (////)
18. Gundermann - director: Andreas Dresen ()
19. High Life - director: Claire Denis (////)
20. Evge - director: Nariman Aliev ()
21. Ich war zuhause, aber - director: Angela Schanelec (/)
22. It Must Be Heaven - director: Elia Suleiman (////)
23. Joy - director: Sudabeh Mortezai ()
24. Podbrosi - director: Ivan I. Tverdovski (///)
25. Les Misérables - director: Ladj Ly ()
26. Little Joe - director: Jessica Hausner (//)
27. El senyor Jones - director: Agnieszka Holland (//)
28. Non Fiction - director: Olivier Assayas ()
29. Oleg - director: Juris Kursietis (///)
30. Dolor y bloria - director: Pedro Almodóvar ()
31. La paranza dei bambini - director: Claudio Giovannesi ()
32. Retrat d'una dona en flames - director: Céline Sciamma ()
33. Reina de cors - director: May el-Touhky (/)
34. El reino - director: Rodrigo Sorogoyen (/)
35. Sibel - director: Guillaume Giovanetti, Çagla Zencirci (///)
36. Danmarks sønner - director: Ulaa Salim ()
37. Sorry We Missed You - director: Ken Loach (//)
38. Desapareguts - director: Miroslav Terzić (///)
39. Synonymes - director: Nadav Lapid (//)
40. Systemsprenger - director: Nora Fingscheidt ()
41. Tot passa a Tel Aviv - director: Sameh Zoabi (///)
42. El traïdor - director: Marco Bellocchio (///)
43. Fiore gemello - director: Laura Luchetti ()
44. Wilkołak - director: Adrian Panek (//)
45. La Gomera - director: Corneliu Porumboiu (//)
46. Yesterday - director: Danny Boyle ()
47. El jove Ahmed - director: Jean-Pierre Dardenne, Luc Dardenne (/)

## Premis atorgats pels membres de l'acadèmia
Els guanyadors estan en fons groc i en negreta.

### Millor pel·lícula europea
| Títol               | Director(s)      | Productor(s)                                                       | Productora                                                                                              | País                                |
| ------------------- | ---------------- | ------------------------------------------------------------------ | --- | ----------------------------------- |
| The Favourite       | Yorgos Lanthimos | Ceci Dempsey, Ed Guiney, Lee Magiday, Yorgos Lanthimos             | Element Pictures, Arcana, Film4 Productions, Waypoint Entertainment                                     | Regne Unit · República d'Irlanda    |
| Els miserables      | Ladj Ly          | Toufik Ayadi, Christophe Barral                                    | SRAB Films, Rectangle Productions, Lyly Films                                                           | França                              |
| L'oficial i l'espia | Roman Polanski   | Alain Goldman                                                      | Canal+, Eliseo Cinema, France 2 (FR2), France 3 (FR3), Gaumont, Légende Films, Rai Cinema               | França · Itàlia                     |
| Dolor y gloria      | Pedro Almodóvar  | Agustín Almodóvar, Esther García                                   | El Deseo                                                                                                | Espanya                             |
| Systemsprenger      | Nora Fingscheidt | Peter Hartwig, Jonas Weydemann, Jakob Weydemann, Frauke Kolbmüller | Kino Filmproduktion, Wydemann Bros.                                                                     | Alemanya                            |
| El traïdor          | Marco Bellocchio | Giuseppe Caschetto, Simone Gattoni                                 | IBC Movie, Kavac Film, Rai Cinema, Ad Vitam Production, Gullane, Match Factory Productions, Arte France | Itàlia · Alemanya · França · Brasil |

### Millor comèdia europea
Els nominats es van anunciar el 29 d'octubre de 2019.
Les nominacions van ser determinades per un comitè format pels membres de la junta directiva de l'EFA Katriel Schory (Israel) i Angela Bosch Ríus (Espanya), la distribuïdora/programadora de festivals Selma Mehadzic (Croàcia), l'especialista en cinema, festivals i esdeveniments Jacob Neiiendam (Dinamarca) i el productor Nik Powell (UK).
| Títol                | Director(s)      | Productor(s)                                                             | Productora                                                          | País                                                      |
| -------------------- | ---------------- | ------------------------------------------------------------------------ | ------------------------------------------------------------------- | --------------------------------------------------------- |
| The Favourite        | Iorgos Lànthimos | Ceci Dempsey, Ed Guiney, Lee Magiday, Yorgos Lanthimos                   | Element Pictures, Arcana, Film4 Productions, Waypoint Entertainment | Regne Unit · República d'Irlanda · Estats Units d'Amèrica |
| Tot passa a Tel Aviv | Sameh Zoabi      | Gilles Sacuto, Miléna Poylo, Bernard Michaux, Amir Harel, Patrick Quinet | Samsa Film, Lama Films, TS Productions, Artémis Productions         | Israel · Luxemburg                                        |
| Ditte og Louise      | Niclas Bendixen  | Thomas Heinesen                                                          | Nordisk Film Production                                             | Dinamarca                                                 |

### Millor director europeu
| Receptor(s)      | Títol                       |
| ---------------- | --------------------------- |
| Iorgos Lànthimos | The Favourite               |
| / Roman Polanski | L'oficial i l'espia         |
| Pedro Almodóvar  | Dolor y gloria              |
| Céline Sciamma   | Retrat d'una dona en flames |
| Marco Bellocchio | El traïdor                  |

### Millor actriu europea
| Receptor(s)             | Títol                       | Paper         |
| ----------------------- | --------------------------- | ------------- |
| Olivia Colman           | The Favourite               | Reina Anne    |
| Trine Dyrholm           | Reina de cors               | Anne          |
| Adèle Haenel            | Retrat d'una dona en flames | Héloïse       |
| Noémie Merlant          | Retrat d'una dona en flames | Marianne      |
| Viktoria Miroixnitxenko | Dilda                       | Iya Sergueeva |
| Helena Zengel           | Systemsprenger              | Benni         |

### Millor actor europeu
| Receptor(s)              | Títol                | Paper              |
| ------------------------ | -------------------- | ------------------ |
| Antonio Banderas         | Dolor y gloria       | Salvador Mallo     |
| Jean Dujardin            | Els miserables       | Picquart           |
| Pierfrancesco Favino     | El traïdor           | Tommaso Buscetta   |
| Levan Gelbakhiani        | Da chven vitsek'vet  | Merab              |
| Alexander Scheer         | Gundermann           | Gerhard Gundermann |
| Ingvar Eggert Sigurðsson | Hvítur, Hvítur Dagur | Ingimundur         |

### Millor guió europeu
| Receptor(s)                                                                             | Títol                       |
| --------------------------------------------------------------------------------------- | --------------------------- |
| Céline Sciamma                                                                          | Retrat d'una dona en flames |
| Marco Bellocchio Valia Santella Ludovica Rampoldi Francesco Piccolo Francesco La Licata | El traïdor                  |
| / Roman Polanski Robert Harris                                                          | L'oficial i l'espia         |
| Ladj Ly Giordano Gederlini Alexis Manenti                                               | Els miserables              |
| Pedro Almodóvar                                                                         | Dolor y gloria              |

## Premis tècnics
The Favourite ha aconseguit quatre dels vuit guardons tècnics. El jurat dels vuit guanyadors inicials va ser: Nadia Ben Rachid, editora, França: Vanja Černul, directora de fotografia, Croàcia; Annette Focks, compositora, Alemanya; Gerda Koekoek, perruqueria i maquilladora, Països Baixos; Eimer Ní Mhaoldomhnaigh, dissenyador de vestuari, Irlanda; Artur Pinheiro, dissenyador de producció, Portugal; Gisle Tveito, dissenyadora de so, Noruega; István Vajda, efectes visuals, Hongria.
visuals, Islàndia

### Millor fotografia - Premi Carlo di Palma
| Receptor(s) | Títol         |
| ----------- | ------------- |
| Robbie Ryan | The Favourite |

### Millor muntatge
| Receptor(s)          | Títol         |
| -------------------- | ------------- |
| Iorgos Mavropsaridis | The Favourite |

### Millor direcció artística
| Receptor(s)  | Títol          |
| ------------ | -------------- |
| Antxón Gómez | Dolor y gloria |

### Millor dissenyador de vestuari
| Receptor(s)  | Títol         |
| ------------ | ------------- |
| Sandy Powell | The Favourite |

### Millor compositor
| Receptor(s)  | Títol          |
| ------------ | -------------- |
| John Gürtler | Systemsprenger |

### Millor disseny de so
| Receptor(s)                                             | Títol               |
| ------------------------------------------------------- | ------------------- |
| Eduardo Esquide Nacho Royo-Villanova Laurent Chassaigne | La noche de 12 años |

### Millor maquillatge i perruqueria
| Receptor(s)  | Títol         |
| ------------ | ------------- |
| Nadia Stacey | The Favourite |

### Millors efectes visuals
| Receptor(s)                                                                  | Títol           |
| ---------------------------------------------------------------------------- | --------------- |
| Martin Ziebell Sebastian Kaltmeyer Neha Hirve Jesper Brodersen Torgeir Busch | Om det oändliga |

## Premis dels Crítics

### Premi al descobriment europeu-Prix Fipresci
Els nominats es van anunciar el 8 d'octubre de 2019.
Les nominacions van ser determinades per un comitè format pels membres de la junta directiva de l'EFA Mike Goodridge (Regne Unit) i Valérie Delpierre (Espanya), el programador del festival Azize Tan (Turquia), així com els crítics de cinema Marta Balaga (Finlàndia), Robbie Eksiel (Grècia) i Michael Pattison (Regne Unit) com a representants de FIPRESCI, la Federació Internacional de Crítics de Cinema.
| Títol          | Director(s)                | Productor(s)                    | Productora                                    | País                       |
| -------------- | -------------------------- | ------------------------------- | --------------------------------------------- | -------------------------- |
| Els miserables | Ladj Ly                    | Toufik Ayadi, Christophe Barral | SRAB Films, Rectangle Productions, Lyly Films | França                     |
| Aniara         | Pella Kagerman, Hugo Lilja | Annika Rogell                   | Meta Film Stockholm, Meta Film                | Suècia · Dinamarca         |
| Atlantique     | Mati Diop                  | Judith Levy                     | Meta Film Stockholm, Meta Film                | França · Senegal · Bèlgica |
| Blindsone      | Tuva Novotny               | Elisabeth Kvithyll              | Cinekap, Frakas Productions, Les Films du Bal | Noruega · Dinamarca        |
| Irina          | Nadejda Koseva             | Stefan Kitanov                  | Art Fest                                      | Bulgària                   |
| Ray & Liz      | Richard Billingham         | Jacqui Davies                   | Jacqui Davies                                 | Regne Unit                 |

## Millor pel·lícula europea d'animació
Les nominacions van ser determinades per un comitè format pel vicepresident de la junta directiva de l'EFA Antonio Saura (Espanya), la membre de la junta directiva de l'EFA Graziella Bildesheim (Itàlia) i el productor Paul Young (Irlanda), així com, en representació de CARTOON, l'Associació Europea de Cinema d'Animació, el crític de cinema Stéphane Dreyfus (França), la productora Kristine M. I. Knudsen (Alemanya) i el director Janno Põldma (Estònia).
| Títol                                  | Director(s)                        | Productor(s)                                | Productores                                    | País                       | Idioma   |
| -------------------------------------- | ---------------------------------- | ------------------------------------------- | ---------------------------------------------- | -------------------------- | -------- |
| Buñuel en el laberinto de las tortugas | Salvador Simó                      | Manuel Cristobal, José M. Fernández de Vega | Sygnatia, The Glow, Submarine                  | Espanya                    | Castellà |
| J'ai perdu mon corps                   | Jérémy Clapin                      | Marc Du Pontavice                           | Xilam                                          | França                     | Francès  |
| Les vides de Marona                    | Anca Damian                        | Anca Damian, Ron Dyens, Tomas Leyers        | Aparte Film, Minds Meet, Sacrebleu Productions | França · Romania · Bèlgica | Francès  |
| Les hirondelles de Kaboul              | Zabou Breitman, Eléa Gobé Mévellec | Michel Merkt, Reginald de Guillebon         | Les Armateurs                                  | França                     | Francès  |

## Premis de l'Audiència

### Premi del Públic
Els nominats es van anunciar el 2 de setembre de 2019.
| Títol                                          | Títol             | País de producció                        |
| ---------------------------------------------- | ----------------- | ---------------------------------------- |
| Guerra freda                                   | Paweł Pawlikowski | Polònia · Regne Unit · França            |
| Border                                         | Ali Abbasi        | Suècia · Dinamarca                       |
| Dogman                                         | Matteo Garrone    | Itàlia · França                          |
| Bèsties fantàstiques: Els crims de Grindelwald | David Yates       | Regne Unit · Estats Units d'Amèrica      |
| Girl                                           | Lukas Dhont       | Bèlgica · Països Baixos                  |
| Lazzaro felice                                 | Alice Rohrwacher  | Itàlia · França · Alemanya · Suïssa      |
| Mamma mia, ja hi tornem a ser!                 | Ol Parker         | Regne Unit                               |
| Dolor y gloria                                 | Pedro Almodóvar   | Espanya                                  |
| El gran bany                                   | Gilles Lellouche  | França                                   |
| The Breadwinner                                | Nora Twomey       | República d'Irlanda · Canadà · Luxemburg |
| The Favourite                                  | Iorgos Lànthimos  | Regne Unit · República d'Irlanda         |
| Expedient 64                                   | Christoffer Boe   | Dinamarca                                |

### Premi Universitari
L'Acadèmia del Cinema Europeu i el Filmfest Hamburg, un comitè format pel productor Carlo Cresta-Dina (Itàlia), la membre de la junta de l'EFA Joanna Szymańska (productora/Polònia) i la representant de la universitat Dagmar Brunow (Universitat de Linnaeus, Suècia) ha decidit les següents nominacions:
| Títol                         | Director(s)            | Productor(s)                                                       | Productora                                                                                       | País                                                        | Idioma          |
| ----------------------------- | ---------------------- | ------------------------------------------------------------------ | ------------------------------------------------------------------------------------------------ | ----------------------------------------------------------- | --------------- |
| Retrat d'una dona en flames   | Céline Sciamma         | Bénédicte Couvreur                                                 | Lilies Films                                                                                     | França                                                      | Francès         |
| Da chven vitsek'vet           | Levan Akin             | Mathilde Dedye, Ketie Danelia                                      | French Quarter Film                                                                              | Suècia · Geòrgia                                            | Georgià         |
| Déu és dona i es diu Petrunya | Teona Strugar Mitevska | Labina Mitevska                                                    | Sister and Brother Mitevski, Entre Chien et Loup, Vertigo, Spiritus Movens, Deuxieme Ligne Films | Macedònia del Nord · Bèlgica · Eslovènia · França · Croàcia | Macedoni        |
| La paranza dei bambini        | Claudio Giovannesi     | Carlo Degli Esposti, Nicola Serra                                  | Palomar, Vision Distribution                                                                     | Itàlia                                                      | Italià napolità |
| Systemsprenger                | Nora Fingscheidt       | Jonas Weydemann, Peter Hartwig, Jakob Weydemann, Frauke Kolbmüller | Kineo Filmproduktion, Weydemann Bros.                                                            | Alemanya                                                    | Alemany         |

## Millor documental - Prix arte
| Títol                     | Director(s)                        | Productor(s)                                                   | Productora                                                                     | País                                | Idioma         |
| ------------------------- | ---------------------------------- | -------------------------------------------------------------- | ------------------------------------------------------------------------------ | ----------------------------------- | -------------- |
| For Sama                  | Waad al-Kateab, Edward Watts       | Waad al-Kateab                                                 | Channel 4 News, Channel 4, Frontline, ITN, Productions, PBS Distribution, WGBH | Regne Unit · Estats Units d'Amèrica | Àrab, anglès   |
| La scomparsa di mia madre | Beniamino Barrese                  | Filippo Macelloni                                              | Nanof, RYOT Films                                                              | Itàlia · Estats Units d'Amèrica     | Anglès, Italià |
| La terra de mel           | Ljubomir Stefanov, Tamara Kotevska | Atanas Georgiev                                                | Apolo Media, Trice Films                                                       | Macedònia del Nord                  | Turc           |
| Els testimonis de Putin   | Vitali Manski                      | Natalia Manskaia, Gabriela Bussmann, Filip Remunda, Vit Klusak | Vertov SIA, GoldenEggProduction, Hypermarket Film                              | Letònia · Suïssa · Txèquia          | Rus            |
| Selfie                    | Agostino Ferrente                  | Marc Berdugo, Barbara Conforti, Gianfilippo Pedote             | Magnéto Prod                                                                   | França · Itàlia                     | Italià         |

## Millor curtmetratge
Per a les edicions 2019 i 2020 dels Premis del Cinema Europeu, l'Acadèmia del Cinema Europeu acollirà nous festivals per participar en el procediment de selecció i adjudicació de curtmetratges de l'EFA.
Quan el cicle anual de festivals participants, que va des d'octubre de l'any anterior fins al setembre de l'any de lliurament dels premis, s'hagi completat, un comitè d'experts en curtmetratges i membres de la Junta de l'EFA designarà cinc dels candidats al premi al curtmetratge europeu.
| - Novembre 2018: - Internationale Kurzfilmtage Winterthur (Suïssa - a partir del 2019) - Festival de cinema de Cork (Irlanda) - PÖFF Shorts (Estonia - des de 2019) - Desembre 2018: - Festival Internacional de Curtmetratges de Lovaina (Bèlgica) - Gener 2019: - Festival Internacional de Cinema de Rotterdam (Països Baixos) - Febrer de 2019: - Festival Internacional de Curtmetratges de Clermont-Ferrand (França) - Festival Internacional de Cinema de Berlín (Alemanya) - Març de 2019: - Festival de cinema de Tampere (Finlàndia) - Abr. 2019: - Go Short – Festival Internacional de Curtmetratges de Nijmegen (Països Baixos) | - Maig 2019: - Festival de cinema de Cracòvia (Polònia) - VIS Vienna Shorts Festival (Àustria) - Juny 2019: - Festival Internacional de Curtmetratges d'Hamburg (Alemanya) - Jul. 2019: - Curtas Vila do Conde - Festival Internacional de Cinema (Portugal) - Festival de cinema de Motovun (Croàcia) - Agost de 2019: - Festival de Locarno (Suïssa) - Festival de cinema de Sarajevo (Bòsnia i Hercegovina) - Festival de Cinema de Venècia (Itàlia) - Festival Internacional de Cinema d'Odense (Dinamarca) - setembre 2019: - Festival Internacional de Curtmetratges de Drama (Grècia) - Encounters Festival (Regne Unit) |

| Títol                                                        | Director(s)                 | Productor(s)                                                                | País             |
| ------------------------------------------------------------ | --------------------------- | --------------------------------------------------------------------------- | ---------------- |
| Cadoul de Craciun                                            | Bogdan Mureşanu             | Bogdan Mureşanu, Vlad Iorga, Victor Dumitrovici, Eduardo M Escribano Solera | Romania, Espanya |
| Cães que Ladram aos Pássaros                                 | Leonor Teles                | Filipa Reis, Leonor Teles, João Miller Guerra                               | Portugal         |
| Rekonstrukce                                                 | Jiří Havlíček, Ondřej Novák | Dagmar Sedláčková                                                           | Txèquia          |
| Les extraordinaires mésaventures de la jeune fille de pierre | Gabriel Abrantes            | Justin Taurand, Gabriel Abrantes                                            | França, Portugal |
| Suc de síndria                                               | Irene Moray                 | Miriam Porté                                                                | Espanya          |

## Sèrie de televisió

### Premi Europeu a la millor sèrie de ficció
| Títol          | Director                                      | Guió                                          | País de producció | Idioma  |
| -------------- | --------------------------------------------- | --------------------------------------------- | ----------------- | ------- |
| Babylon Berlin | Henk Handloegten Achim von Borries Tom Tykwer | Henk Handloegten Achim von Borries Tom Tykwer | Alemanya          | Alemany |

## Premi Eurimages
- Ankica Jurić Tilić[17]

## Premis honoraris

### Premi del mèrit europeu al Cinema Mundial
- Juliette Binoche

### Premi a la trajectòria
- Werner Herzog

## Galeria

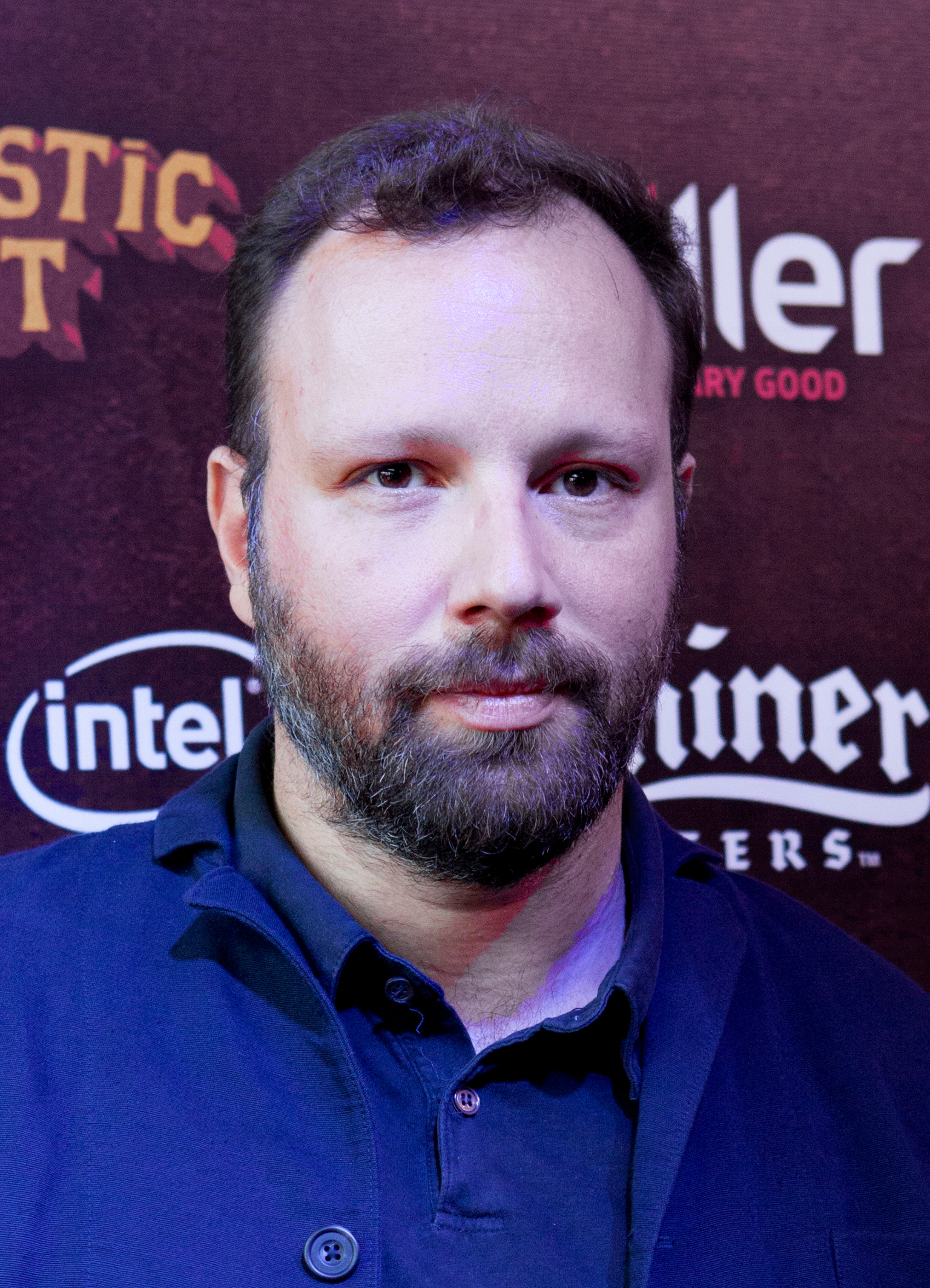
Iorgos Lànthimos, millor pel·lícula, comèdia i director
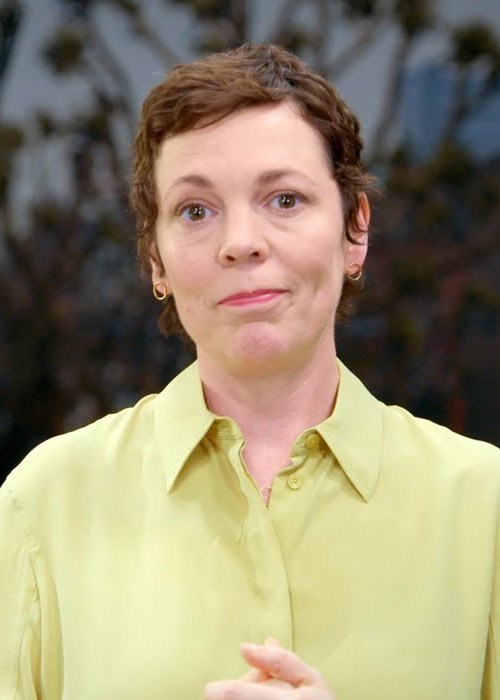
Olivia Colman, millor actriu
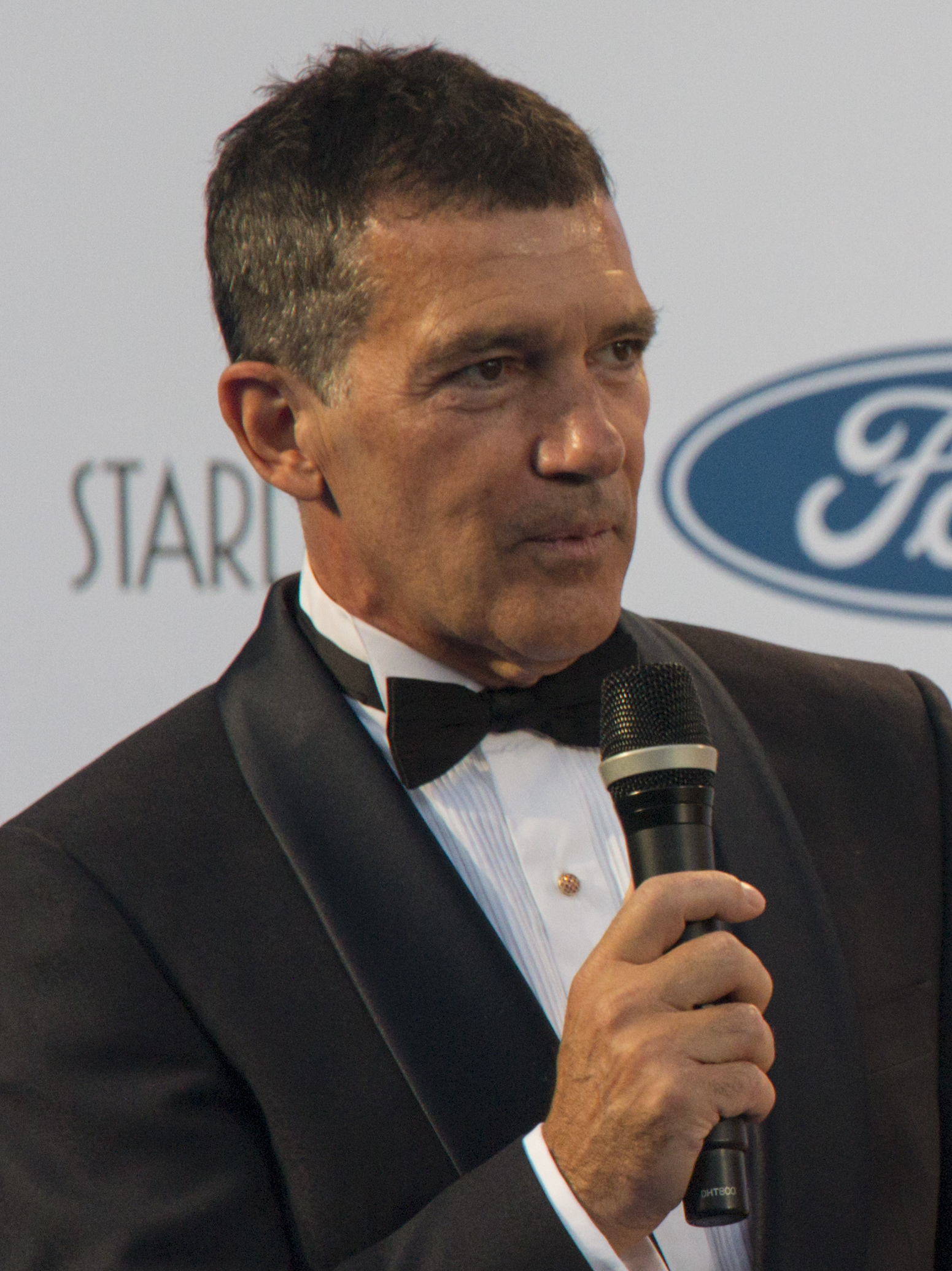
Antonio Banderas, millor actor
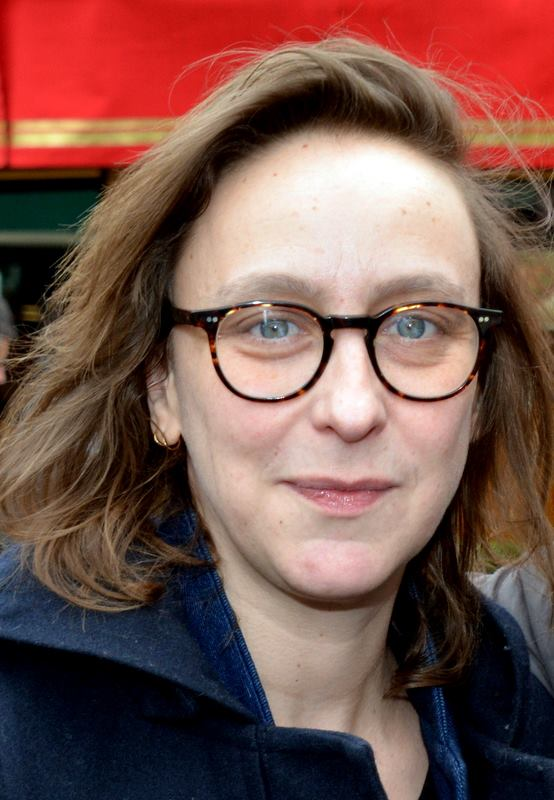
Céline Sciamma, millor guió
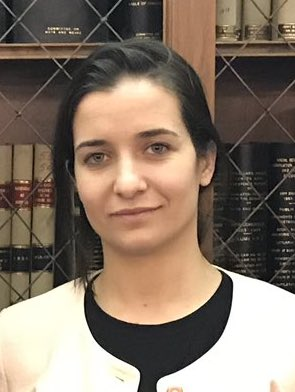
Waad Al-Kateab, millor documental
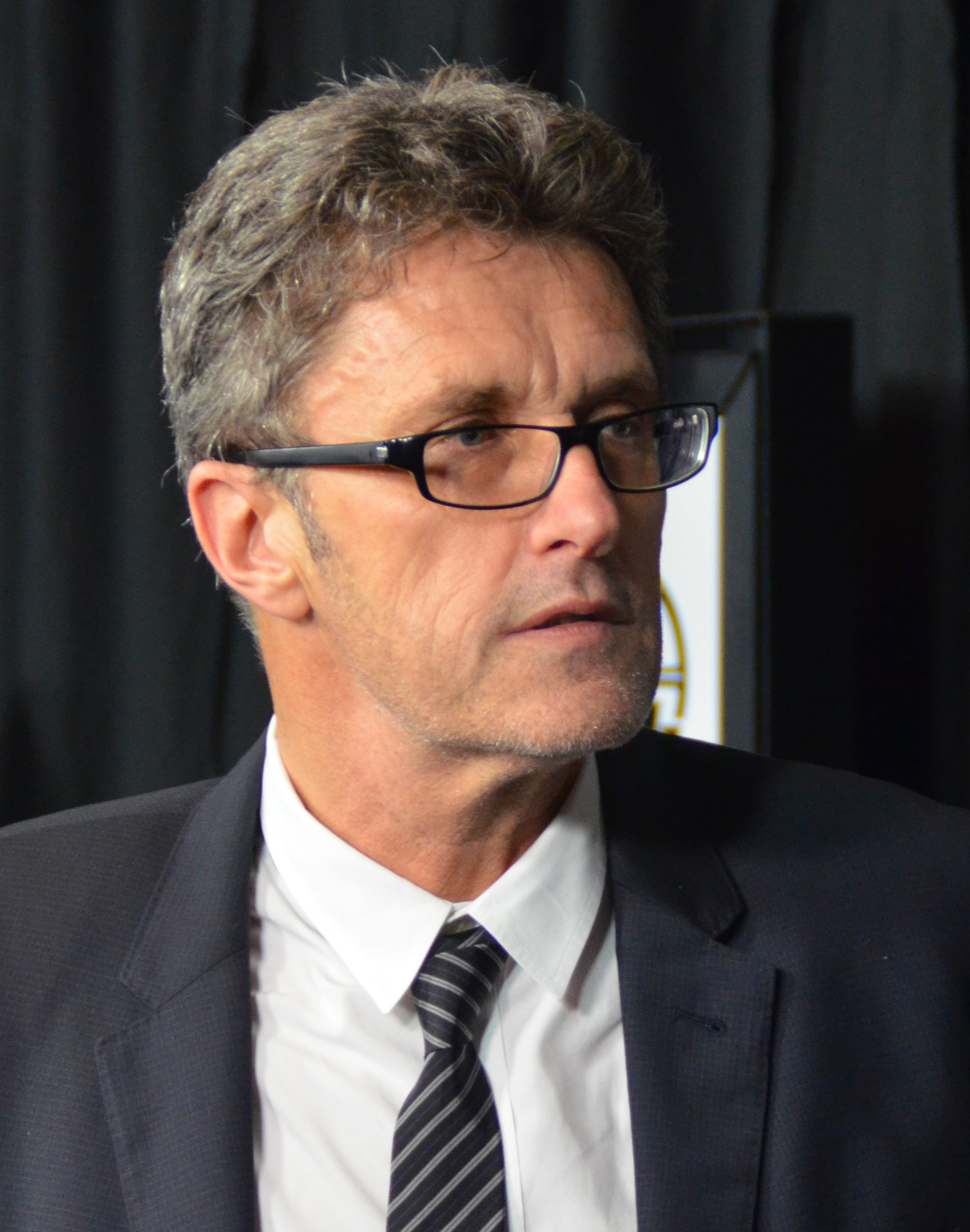
Pawel Pawlikowski, premi del públic
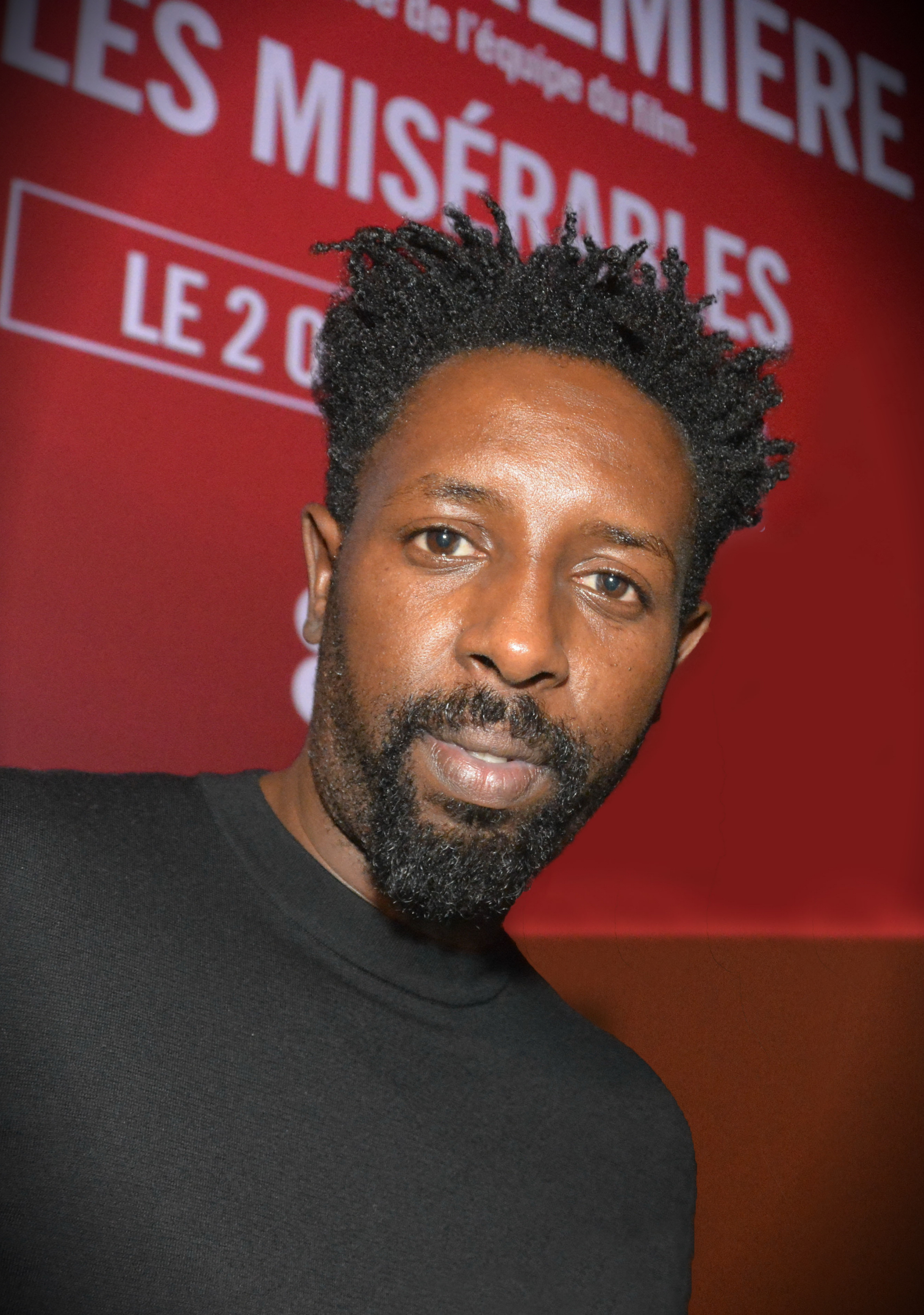
Ladj Ly, descobriment europeu
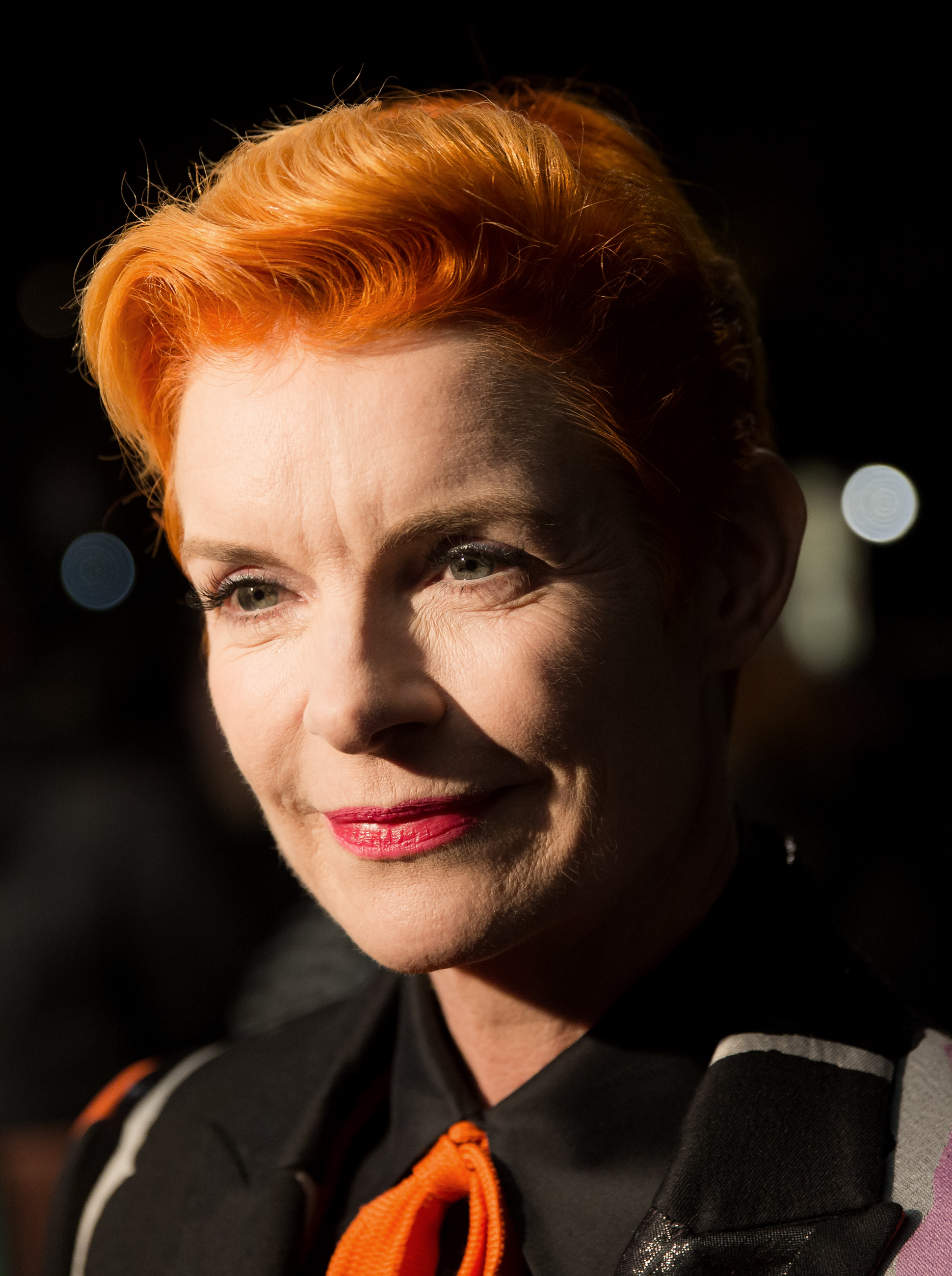
Sandy Powell, millor vestuari
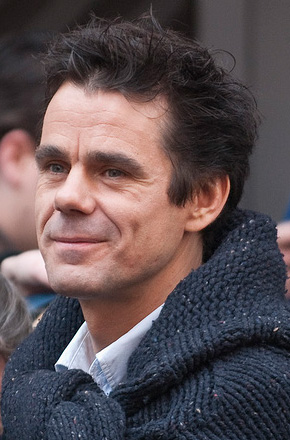
Tom Tykwer, millor sèrie de televisió
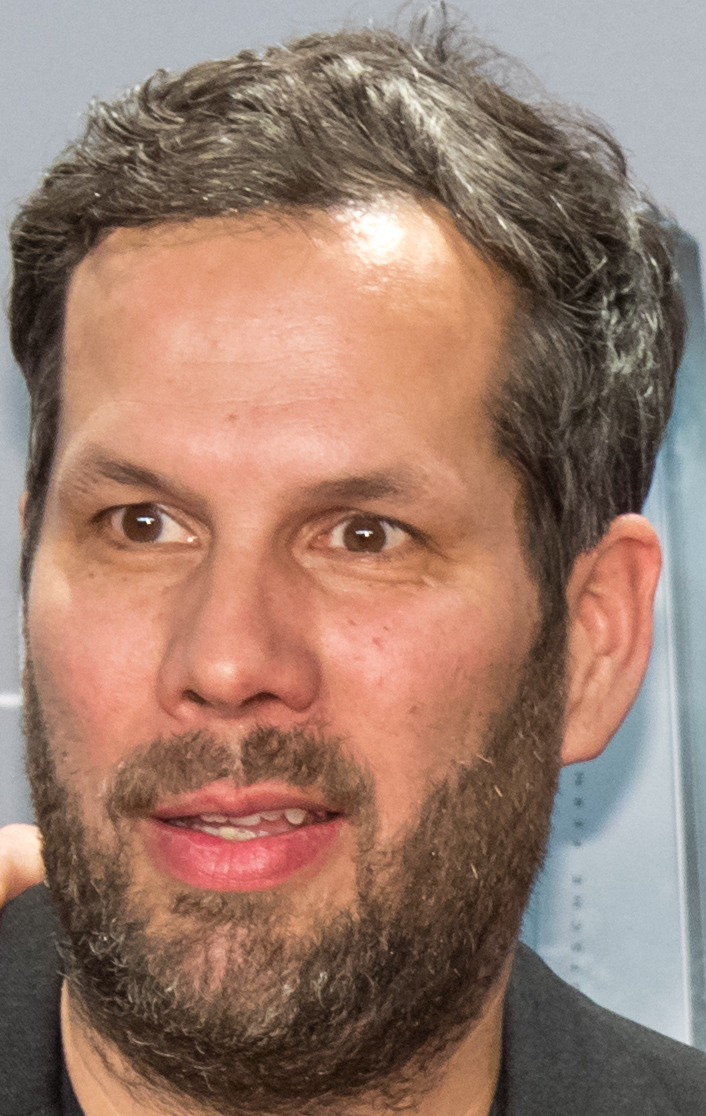
Azchim von Borries, millor sèrie de televisió
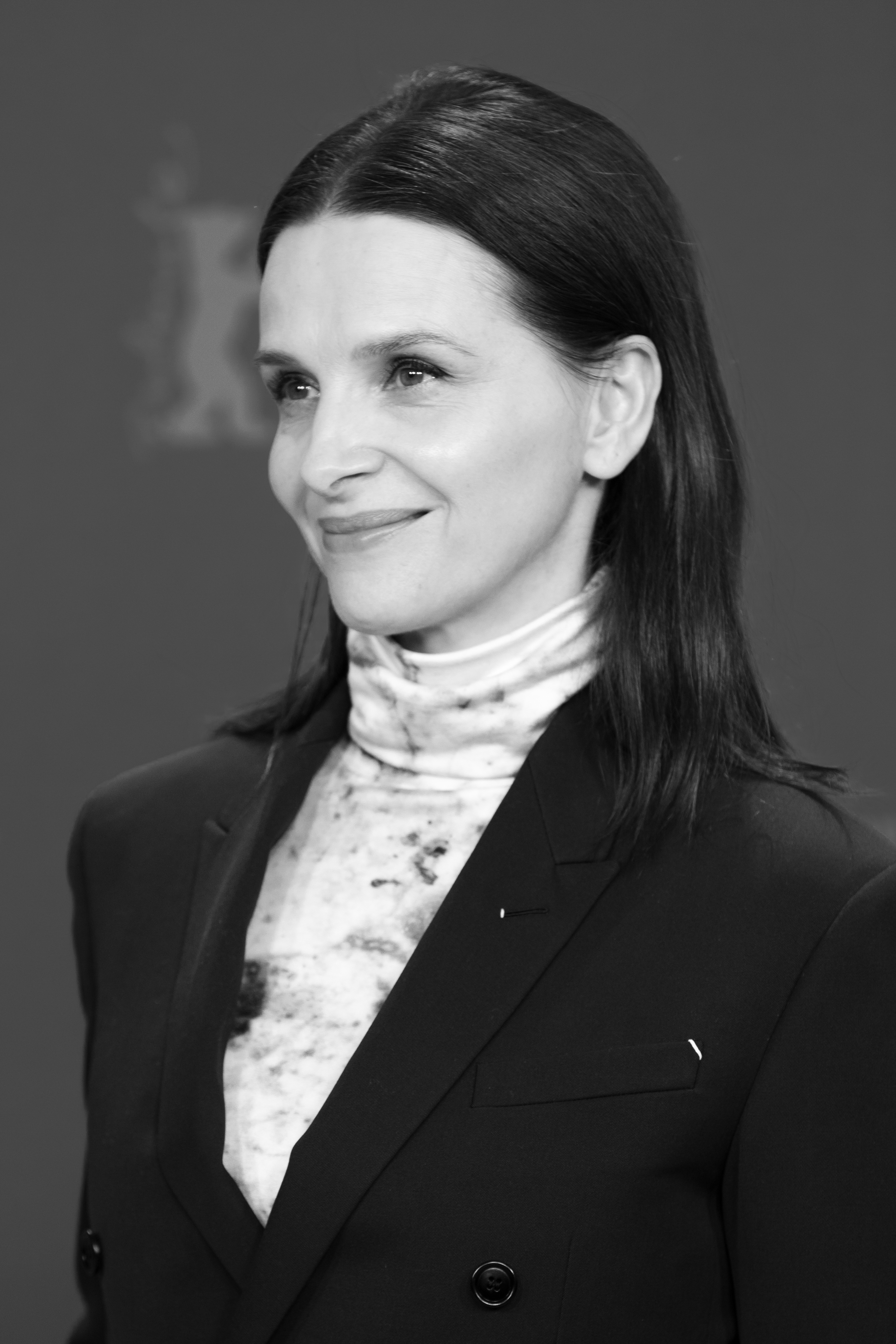
Juliette Binoche, mèrit europeu
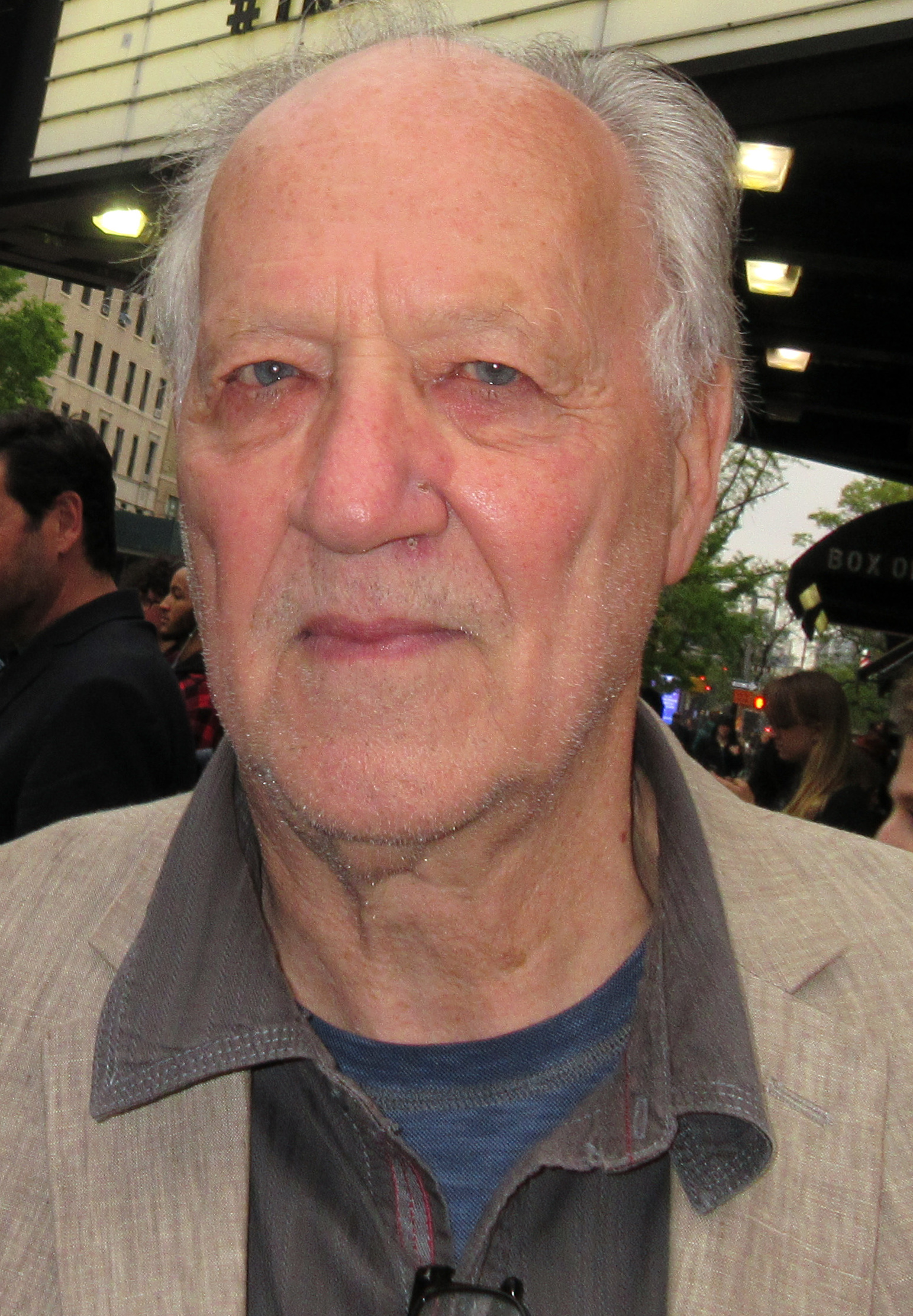
Werner Herzog, premi a la trajectòria